# 한국취업교육협회
한국취업교육협회는 취업 준비생들을 위해 무료 취업 교육 및 상담을 제공할 목적으로 2018년 5월 설립 허가된 비영리 협회이다.

## 주요 제공 내용
- 무료 취업 교육 및 상담 항목

진로 설계 컨설팅, 이력서 컨설팅, 면접 컨설팅, PT 기획 및 발표 컨설팅, 경력직 컨설팅